# Derby de Turin
Le « Derby della Mole » ou « Derby di Torino » (« Derby de Turin » en français) est une expression utilisée en Italie pour désigner l'un des derbys locaux d'Italie, celui de la ville de Turin dans le Piémont, opposant les deux grands clubs de football turinois : la Juventus et le Torino. Le nom du derby vient de la Mole Antonelliana, un monument en maçonnerie de 167,5 m à Turin.
Alors que la population est partagée entre les deux équipes à Turin même et dans sa région, la Juventus, un des clubs européens les plus prestigieux, est très aimée dans le reste du monde et est la plus soutenue dans le reste de l'Italie.
Au cours de leur histoire, les deux clubs ont joué successivement ou en même temps dans les mêmes stades. Actuellement, la Juventus évolue à l'Allianz Stadium où elle s'est installée en 2011, tandis que le Torino joue au Stadio Olimpico depuis 1962.
En plus de 100 ans, plus de 200 matchs ont été disputés entre les deux clubs (notamment en Serie A et en Coupe d'Italie), avec un net avantage pour la Juventus.

## Histoire

### Genèse du derby
À la fin de la saison 1906, le Foot-Ball Club Juventus (créé le 1er novembre 1897) manque de disparaître. En effet, son président, le Suisse Alfred Dick, souhaite le transférer de Turin vers la Suisse et changer son nom en Jugend Fußballverein. Ce projet suscite une forte opposition des autres membres du club. Stoppé dans ses démarches, Dick est contraint de quitter son poste. 
Il reste cependant à Turin pour fonder le 3 décembre 1906 son propre club, le Football Club Torino. 
Les deux clubs sont donc directement liés, et ce dès la naissance du Toro qui se montre rapidement compétitif, dans une période où la Juve commençait à s'installer véritablement parmi les grands du Piémont. L'intense rivalité entre les deux équipes pour la suprématie de la ville existe alors dès cette date.

### Histoire du derby
Un peu moins d'une année plus tard, lors des éliminatoires régionales du championnat d'Italie 1907, se joue le 13 janvier 1907 le « premier derby » entre les deux équipes de Turin, le Foot-Ball Club Juventus et le Foot-Ball Club Torino. Ce match se situe 10 ans après la création de la Juve, qui depuis quelques années est montée en puissance dans le paysage footballistique italien (premier scudetto en 1905), et seulement un an après la création du Torino. Le Torino l'emporte finalement par 2 buts à 1.
C'est contre les Granata que la Juventus subit la plus lourde défaite de son histoire avec un 8-0 à domicile au Stadio di Corso Sebastopoli le 17 novembre 1912.
Souvent mouvementés, plusieurs derbies donnèrent lieu à des scandales marquant l'histoire du football italien, comme l'Affaire Allemandi : le 5 juin 1927, un des dirigeants de l'époque du Torino, le docteur Nani, aurait tenté de corrompre le défenseur de la Juve Luigi Allemandi, lui proposant 50000 lires pour saboter le match. Le Toro remporte le match 2-1, mais son scudetto lui est retiré à la fin de la compétition, et Allemandi doit quitter le club juventino.

## Bilan

### Historique des rencontres
|                                                | Total | Juventus Victoires | Nuls | Torino Victoires | Juventus Buts | Torino Buts |
| Première catégorie                             | 18    | 2                  | 5    | 11               | 26            | 49          |
| Division Nationale (inclut Série A et Série B) | 8     | 4                  | 0    | 4                | 8             | 10          |
| Serie A                                        | 151   | 73                 | 43   | 35               | 234           | 153         |
| Total                                          | 177   | 79                 | 48   | 50               | 268           | 212         |
| Coupe Fedérale                                 | 2     | 2                  | 0    | 0                | 6             | 3           |
| Championnat Italie du nord (1944)              | 4     | 1                  | 2    | 1                | 6             | 9           |
| Play-off                                       | 2     | 0                  | 1    | 1                | 0             | 1           |
| Coupe d'Italie                                 | 18    | 9                  | 5    | 4                | 26            | 17          |
| Total                                          | 203   | 91                 | 56   | 56               | 306           | 242         |

## Meilleurs buteurs de tous les temps dans le derby
| Joueur              | Club(s)               | Série A | Coupe d'Italie | Buts | Années              |
| ------------------- | --------------------- | ------- | -------------- | ---- | ------------------- |
| Giampiero Boniperti | Juventus FC           | 13      | 1              | 14   | 1946-1961           |
| John Hansen         | Juventus FC           | 9       | 0              | 9    | 1948-1954           |
| Guglielmo Gabetto   | Juventus FC/Torino FC | 6       | 3              | 9    | 1934-1941/1941-1949 |
| Paolo Pulici        | Torino FC             | 9       | 0              | 9    | 1967-1982           |
| Gianluca Vialli     | Juventus FC           | 7       | 0              | 7    | 1992-1996           |
| Michel Platini      | Juventus FC           | 7       | 0              | 7    | 1982-1987           |

### Statistiques
- Dernière mise à jour: 30 août 2016.

| Compétition          | M   | VJ | N  | VT | ButsJ | ButsT |
| -------------------- | --- | -- | -- | -- | ----- | ----- |
| Championnat d'Italie | 175 | 74 | 49 | 52 | 259   | 218   |
| Coupe d'Italie       | 17  | 8  | 5  | 4  | 24    | 17    |
| Sous-total           | 192 | 82 | 54 | 56 | 283   | 235   |
| Matchs amicaux       | 41  | 16 | 8  | 17 | 75    | 77    |
| Total                | 233 | 98 | 62 | 73 | 358   | 312   |

| M : nombre de matchs entre les deux équipes |
| VJ : victoires de la Juve                   |
| N : matchs nuls                             |
| VT : victoires du Toro                      |
| ButsJ : Buts de la Juve                     |
| ButsT : Buts du Toro                        |

## Transferts d'un club à l'autre

### De la Juventus au Torino
| N° | Nom du joueur       | Poste              | Carrière à la Juve | Carrière au Toro |
| -- | ------------------- | ------------------ | ------------------ | ---------------- |
| 1  | Giovanni Barale     | Milieu             | 1921-1922          | 1922             |
| 2  | Alfredo Bodoira     | Gardien de but     | 1930-1933          | 1941-1946        |
| 3  | Ernesto Boglietti   | Attaquant          | 1913-1915          | 1919-1920        |
| 4  | Romolo Boglietti    | Milieu             | 1913-1915          | 1919-1920        |
| 5  | Friedrich Bollinger | Défenseur          | 1906               | 1907-1914        |
| 6  | Felice Borel        | Attaquant          | 1932-1941          | 1941-1942        |
| 7  | Teobaldo Depetrini  | Milieu             | 1944-1949          | 1949-1951        |
| 8  | Jack Diment         | Milieu             | 1905-1907          | 1908-1909        |
| 9  | Luigi Ferrero       | Attaquant          | 1921-1927          | 1937-1940        |
| 10 | Mario Fiamberti     | Attaquant          | 1912-1913          | 1914-1915        |
| 11 | Oscar Frey          | Milieu             | 1905               | 1908             |
| 12 | Guglielmo Gabetto   | Attaquant          | 1934-1941          | 1941-1949        |
| 13 | Aidan McQueen       | Défenseur          | 1907               | 1908             |
| 14 | Umberto Pennano     | Gardien de but     | 1909-1913          | 1913-1914        |
| 15 | Enrico Santià       | Milieu             | 1937-1940          | 1941-1942        |
| 16 | Lucidio Sentimenti  | Gardien de but     | 1942-1949          | 1958-1959        |
| 17 | Vittorio Sentimenti | Milieu             | 1941-1949          | 1956-1957        |
| 18 | Walter Streule      | Milieu & Attaquant | 1906               | 1906-1907        |
| 19 | James Squair        | Attaquant          | 1905-1907          | 1908             |
| 20 | Valerio Terzi       | Gardien de but     | 1915-1916          | 1922-1925        |
| 21 | Stevan Tommei       | Gardien de but     | 1928-1929          | 1929-1930        |
| 22 | Attilio Valobra     | Milieu             | 1910-1911          | 1914-1924        |
| 23 | Giovanni Vecchina   | Attaquant          | 1930-1933          | 1933-1935        |
| 24 | Enea Zuffi          | Attaquant          | 1910-1912          | 1912-1913        |

### Du Torino à la Juventus
| N° | Nom du joueur     | Poste          | Carrière au Toro | Carrière à la Juve |
| -- | ----------------- | -------------- | ---------------- | ------------------ |
| 1  | Karl Aegli        | Milieu         | 1909-1910        | 1910-1912          |
| 2  | Augusto Arioni    | Défenseur      | 1910-1912        | 1912-1914          |
| 3  | Giovanni Barale   | Milieu         | 1922             | 1922-1927          |
| 4  | Mario Bo          | Milieu         | 1931-1939        | 1939-1941          |
| 5  | Aldo Borel        | Attaquant      | 1929-1931        | 1935-1938          |
| 6  | Luigi Brunella    | Défenseur      | 1935-1939        | 1943-1944          |
| 7  | Domenico Capello  | Milieu         | 1910-1912        | 1913-1915          |
| 8  | Filippo Cavalli   | Gardien de but | 1940-1943        | 1946-1953          |
| 9  | Guido Debernardi  | Milieu         | 1919-1920        | 1920-1922          |
| 10 | Oscar Frey        | Milieu         | 1908             | 1909-1911          |
| 11 | Biagio Goggio     | Milieu         | 1911-1914        | 1914-1915          |
| 12 | Francesco Imberti | Attaquant      | 1929-1932        | 1932-1933          |
| 13 | Alfred Jacquet    | Attaquant      | 1906-1908        | 1909               |
| 14 | Matts Kunding     | Milieu         | 1909-1910        | 1910-1911          |
| 15 | Eugenio Staccione | Gardien de but | 1925-1931        | 1934-1937          |
| 16 | Gianluca Pessotto | Défenseur      | 1994-1995        | 1995-2006          |
| 17 | Silvio Piola      | Attaquant      | 1944             | 1945-1947          |
| 18 | Enea Zuffi        | Attaquant      | 1908-1910        | 1910-1912          |
| 19 | Gleison Bremer    | Défenseur      | 2018-2022        | 2022-              |